# Liste des longs métrages fidjiens proposés à l'Oscar du meilleur film international
Cet article présente la liste des longs métrages fidjiens proposés à l'Oscar du meilleur film international.

## Films proposés par les Fidji
| Année (Cérémonie) | Titre français          | Titre original          | Langue(s) | Réalisateur           | Résultat   |
| ----------------- | ----------------------- | ----------------------- | --------- | --------------------- | ---------- |
| 2006 (78e)        | Pear ta ma 'on maf (gl) | Pear ta ma 'on maf (gl) | rotuman   | Vilsoni Hereniko (es) | Non nommé, |